# Lipták Zoltán
Lipták Zoltán (Salgótarján, 1984. december 10. –) magyar visszavonult válogatott labdarúgó, hátvéd.

## Pályafutása

### Lombard Pápa
A Veszprém megyei csapatban kezdte profi pályafutását. Első szezonjában az NB1-ben szerepelt a Pápával, de a szezon végén kiestek a bajnokságból. Lipták 2005. július 30-án mutatkozott be a magyar első osztályban, és az első gólját augusztus 27-én szerezte a Honvéd ellen. Később még két gólt szerzett, duplázott a Pécs ellen.
A kiesés után a másodosztályban próbált szerencsét a Pápa. Lipták mindössze tizennégy meccsen játszott, viszont védő létére négy gólt szerzett. Ez mindmáig legtöbb gólját hozó szezonja. A bajnokság után az Újpesthez távozott.

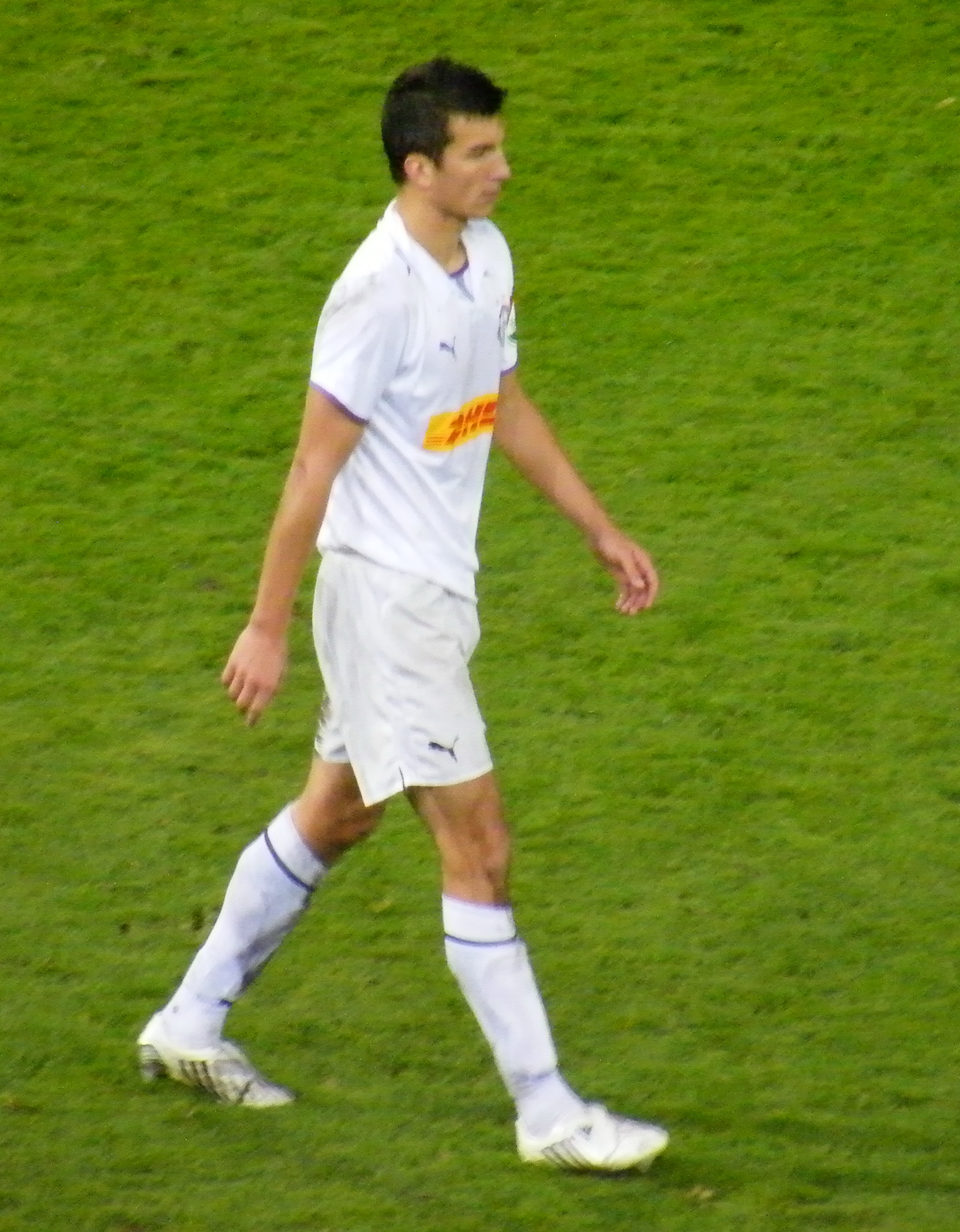
Lipták az Újpest mezében

### Újpest
2008 nyarán négy évre írt alá az Újpest csapatához. Lipták korábban Szentes Lázár és Bene Ferenc keze alatt dolgozott Pápán, de a játékostársak közül is többekkel futballozott már korábban együtt, többek között Vaskó Tamással, Sándor Györggyel vagy Kincses Péterrel is. A lila-fehérek több éve szerették volna megszerezni a labdarúgót.
Első mérkőzését új csapatában 2008. július 26-án játszotta a Nyíregyháza ellen. Az őszi szezonban nem szerzett gólt a tizennégy meccsén. A téli átigazolási időszakban, február 2-án, az angol másodosztályban szereplő Southamptonhoz került fél évre kölcsönbe.
A kezdetekben csak a tartalék bajnokságba kapott lehetőséget, de aztán a bajnokságban is bemutatkozhatott. Hétszer lépett pályára Angliában, majd április végén visszatért az Újpesthez a kölcsönből, miután megbüntették csapatát, így az kiesett a másodosztályból, azonban az angol gárdának opciós joga volt a játékos megvásárlására de végül nem éltek vele.
Visszatérése után még öt mérkőzést játszott a bajnokságban és egy gólt lőtt, azt pedig a Zalaegerszegnek. A szezonban tehát összesen tizenkilencszer szerepelt az Újpestben, négy sárga lapot és egy piros lapot gyűjtött, és a második helyen végeztek, de Lipták így is továbbállt a Videotonhoz.

### Videoton
Lipták a 2009/2010-es szezon előtt, három évre kötelezte el magát a székesfehérvári csapathoz. 2009. július 25-én mutatkozott be a Videoton színeiben, a Kecskemét ellen, és rögtön gólt szerzett. Az őszi szezonban tizennégy mérkőzésen játszott és két gólt szerzett, míg a másodosztályban egy meccs erejéig vetették be, a Honvéd II ellen, ahol duplázott. A második gólját a szezonban a Debrecennek lőtte. 2011 szeptemberében közös megegyezéssel távozott Székesfehérvárról.

### Újpest FC
2011 novemberében az Újpest FC-vel kötött 2012. december 31-ig szóló szerződést.

### Gyirmót FC
2019. január 7-én a másodosztályú Gyirmót játékosa lett.

### Győri lezárás
2020. július 2-án bejelentették, hogy ismét a Győri ETO játékosa lesz. Utolsó profi mérkőzésén gólt lőtt a Dorog elleni másodosztályú bajnokin.

### A válogatottban
Lipták tizenötször szerepelt az U21-es válogatottban, gólt nem sikerült szereznie. A felnőtt válogatottban 2010. augusztus 11-én debütált.

## Sikerei, díjai
Újpest FC
- Magyar bajnoki ezüstérmes: 2009

Videoton FC
- Magyar bajnoki aranyérmes: 2011
- Magyar bajnoki ezüstérmes: 2010

Győri ETO FC
- Magyar bajnoki aranyérmes: 2013

## Statisztika

### Mérkőzései a válogatottban
| Magyarország | Magyarország         | Magyarország                     | Magyarország | Magyarország | Magyarország   | Magyarország | Magyarország | Magyarország |
| #            | Dátum                | Helyszín                         | Hazai        | Eredmény     | Vendég         | Kiírás       | Gólok        | Esemény      |
| ------------ | -------------------- | -------------------------------- | ------------ | ------------ | -------------- | ------------ | ------------ | ------------ |
| 1.           | 2010. augusztus 11.  | London, Wembley Stadion          | Anglia       | 2 – 1        | Magyarország   | barátságos   | -            | 55'          |
| 2.           | 2010. szeptember 3.  | Stockholm, Råsunda Stadion       | Svédország   | 2 – 0        | Magyarország   | Eb-selejtező | -            | 66'          |
| 3.           | 2010. szeptember 7.  | Budapest, Szusza Ferenc Stadion  | Magyarország | 2 – 1        | Moldova        | Eb-selejtező | -            | 11'          |
| 4.           | 2010. október 12.    | Helsinki, Olimpiai Stadion       | Finnország   | 1 – 2        | Magyarország   | Eb-selejtező | -            | 37'          |
| 5.           | 2010. november 17.   | Székesfehérvár, Sóstói Stadion   | Magyarország | 2 – 0        | Litvánia       | barátságos   | -            |              |
| 6.           | 2011. március 25.    | Budapest, Puskás Ferenc Stadion  | Magyarország | 0 – 4        | Hollandia      | Eb-selejtező | -            | 67'          |
| 7.           | 2011. június 3.      | Luxembourg, Stade Josy Barthel   | Luxemburg    | 0 – 1        | Magyarország   | barátságos   | -            |              |
| 8.           | 2011. június 7.      | Serravalle, Olimpiai Stadion     | San Marino   | 0 – 3        | Magyarország   | Eb-selejtező | 1            | 40' 87'      |
| 9.           | 2011. augusztus 10.  | Budapest, Puskás Ferenc Stadion  | Magyarország | 4 – 0        | Izland         | barátságos   | -            | a szünetben  |
| 10.          | 2011. szeptember 2.  | Budapest, Puskás Ferenc Stadion  | Magyarország | 2 – 1        | Svédország     | Eb-selejtező | -            | 48' 74'      |
| 11.          | 2012. szeptember 7.  | Andorra la Vella, Estadi Comunal | Andorra      | 0 – 5        | Magyarország   | vb-selejtező | -            |              |
| 12.          | 2012. szeptember 11. | Budapest, Puskás Ferenc Stadion  | Magyarország | 1 – 4        | Hollandia      | vb-selejtező | -            |              |
| 13.          | 2013. szeptember 6.  | Bukarest, Nemzeti Stadion        | Románia      | 3 – 0        | Magyarország   | vb-selejtező | -            | 45+2'        |
| 14.          | 2013. október 15.    | Budapest, Puskás Ferenc Stadion  | Magyarország | 2 – 0        | Andorra        | vb-selejtező | -            | a szünetben  |
| 15.          | 2014. március 5.     | Győr, ETO Park                   | Magyarország | 1 – 2        | Finnország     | barátságos   | -            | 56'          |
| 16.          | 2014. május 22.      | Debrecen, Nagyerdei stadion      | Magyarország | 2 – 2        | Dánia          | barátságos   | -            | 57'          |
| 17.          | 2014. június 4.      | Budapest, Puskás Ferenc Stadion  | Magyarország | 1 – 0        | Albánia        | barátságos   | -            |              |
| 18.          | 2014. szeptember 7.  | Budapest, Groupama Aréna         | Magyarország | 1 – 2        | Észak-Írország | Eb-selejtező | -            |              |
|              | Összesen             |                                  |              | 18           | mérkőzés       |              | 1            | gól          |